# Copa Líbia de Futebol
Copa de Libia é o campeonato de torneio eliminatório da Líbia.

## Campeões
| Temporada | Campeão                                                  | Resultado                                                | Finalista                                                |
| --------- | -------------------------------------------------------- | -------------------------------------------------------- | -------------------------------------------------------- |
| 1976      | Al Ahly Tripoli                                          | 2-0                                                      | Al-Akhdar                                                |
| 1977      | Al-Madina                                                | 1-0                                                      | Al Hilal Benghazi                                        |
| 1978-86   | não disputado                                            | não disputado                                            | não disputado                                            |
| 1987      | Al Ahly Benghazi                                         | 1-1 (4-3 p)                                              | Al-Ittihad Trípoli                                       |
| 1988-90   | não disputado                                            | não disputado                                            | não disputado                                            |
| 1991      | Al Ahly Benghazi                                         |                                                          |                                                          |
| 1992      | Al-Ittihad Tripoli                                       | 1-0                                                      | Al-Jamarek                                               |
| 1993      | não disputado                                            | não disputado                                            | não disputado                                            |
| 1994      | Al Ahly Tripoli                                          | 2-0                                                      | Al-Ittihad Trípoli                                       |
| 1995      | não disputado                                            | não disputado                                            | não disputado                                            |
| 1996      | Al Ahly Benghazi                                         | 2-0                                                      | Al-Ittihad Al Asskary                                    |
| 1997      | Al-Nasr Benghazi                                         | 1-1 (4-3 pen.)                                           | Al-Yarmouk                                               |
| 1998      | Al-Shat                                                  | 1-1 (4-2 pen.)                                           | Al Hilal Benghazi                                        |
| 1999      | Al-Ittihad Trípoli                                       | 2-0                                                      | Al-Tahaddy Benghazi                                      |
| 2000      | Al Ahly Tripoli                                          | 2-0                                                      | Al-Sweahly                                               |
| 2001      | Al Ahly Tripoli                                          | 2-1                                                      | Al-Madina                                                |
| 2002      | Al Hilal Benghazi                                        | 1-0                                                      | Al-Ittihad Trípoli                                       |
| 2003      | Al-Nasr Benghazi                                         | 3-2                                                      | Al-Ittihad Trípoli                                       |
| 2004      | Al-Ittihad Trípoli                                       | 0-0 (8-7 pen.)                                           | Al Hilal Benghazi                                        |
| 2005      | Al-Ittihad Trípoli                                       | 3-0                                                      | Al-Akhdar                                                |
| 2006      | Al Ahly Tripoli                                          | 2-1                                                      | Al Olympic Zaouia                                        |
| 2007      | Al-Ittihad Trípoli                                       | 1-0                                                      | Al-Akhdar                                                |
| 2008      | Khaleej Sirte                                            | 1-0                                                      | Al-Madina                                                |
| 2009      | Al-Ittihad Trípoli                                       | 2-2 (3-2 pen.)                                           | Al-Tersana Trípoli                                       |
| 2010      | Al-Nasr Benghazi                                         | 2-1                                                      | Al-Madina                                                |
| 2011-15   | não disputada, Guerra Civil Líbia, entre outros motivos. | não disputada, Guerra Civil Líbia, entre outros motivos. | não disputada, Guerra Civil Líbia, entre outros motivos. |
| 2016      | Al Ahly Tripoli                                          | 1-0                                                      | Al Hilal Benghazi                                        |
| 2017      | não disputado                                            | não disputado                                            | não disputado                                            |
| 2018      | Al-Ittihad Trípoli                                       | 2-0                                                      | Al Hilal Benghazi                                        |

## Performance por clube
| Clube                 | Campeão                                  | Vice                         |
| --------------------- | ---------------------------------------- | ---------------------------- |
| Al-Ittihad            | 1992, 1999, 2004, 2005, 2007, 2009, 2018 | 1994, 1987, 2002, 2003       |
| Al-Ahly Tripoli       | 1976, 1994, 2000, 2001, 2006, 2016       | -                            |
| Al-Ahly Benghazi      | 1987, 1991, 1996                         | -                            |
| Al-Nasr               | 1997, 2003, 2010                         | -                            |
| Al-Hilal              | 2002                                     | 1977, 1998, 2004, 2016, 2018 |
| Al-Madina             | 1977                                     | 2001, 2008, 2010             |
| Al-Shat               | 1998                                     | -                            |
| Khaleej Sirte         | 2008                                     | -                            |
| Al-Akhdar             | -                                        | 1976, 2005, 2007             |
| Olympic               | -                                        | 2006                         |
| Sweahly               | -                                        | 2000                         |
| Al Ittihad Al Asskary | -                                        | 1996                         |
| Jamarek               | -                                        | 1992                         |
| Al-Yarmouk            | -                                        | 1997                         |
| Al-Tahaddy            | -                                        | 1999                         |
| Al-Tersanah           | -                                        | 2009                         |